# Die Falle (Satire)
Die Falle ist eine satirische Weihnachtsgeschichte des deutschen Schriftstellers Robert Gernhardt aus dem Jahr 1966.

## Inhalt und Form
Der wohlhabende Herr Lemm hat einen Studenten als „Weihnachtsmann“ engagiert, der seinen Kindern am Heiligabend die Geschenke überreichen und ihnen wegen ihrer – aus der Sicht des Vaters – „Unarten“ ins Gewissen reden soll. Die Bescherung verläuft jedoch völlig anders als geplant. So bestärkt der „Weihnachtsmann“ die Kinder darin, ihren Lehrern wo immer möglich zu widersprechen und unaufgefordert ihre Meinung zu sagen. Telefonisch bestellt er noch drei „Kollegen“ dazu und dezimiert gemeinsam mit dieser recht kreativ kostümierten Verstärkung kräftig die Schnittchen und den Whisky, die der Hausherr eigentlich für die später erwarteten Gäste bereitgestellt hat. Geschickt spielen die vier Burschen – als Weihnachtsmann, Knecht Ruprecht, Sankt Nikolaus und der Engel Gabriel – die begeisterten Kinder gegen die Eltern aus und verlassen das Haus erst gegen Zahlung eines saftigen Lösegeldes.
Gestalterisch arbeitet die Erzählung mit dem Dialog und der sich daraus dem Leser erschließenden Situationskomik. Der Erzähler verhält sich neutral.

## Entstehung und Rezeption
Die Falle erschien 1966 in der Satirezeitschrift pardon und gehört zu den frühen Arbeiten von Robert Gernhardt, in denen er die Themen der 68er-Bewegung, wie zum Beispiel den Antikapitalismus und die Antiautoritäre Erziehung, aufgriff und hier in einer Weihnachtsgeschichte verarbeitete. Die Erzählung gilt inzwischen als Klassiker der „Anti-Weihnachts-Literatur“ und gehört zum Standardrepertoire von Sammelbänden satirischer Weihnachtsgeschichten; erstmals wurde sie 1992 in eine im Berliner Eulenspiegel-Verlag erschienene Anthologie aufgenommen.
1993 erschien Die Falle als eigenständige und zudem vom Autor illustrierte Buchveröffentlichung. Seitdem wurde sie auch zunehmend in der Vorweihnachtszeit als Lesung angeboten, wie zum Beispiel im Dezember 2008 in Hamburg mit der Schauspielerin Nina Petri.

## Verfilmung
Unter dem Titel Wer hat Angst vorm Weihnachtsmann wurde Gernhardts Erzählung Die Falle 1996 unter der Regie von Annette Ernst nach einem von ihr und Joachim Jung verfassten Drehbuch verfilmt. Der farbige Kurzspielfilm hat eine Laufzeit von 14 Minuten. Zu der Besetzung gehören unter anderem die Schauspieler Dietmar Bär, Rolf Becker und Rufus Beck. Der Kurzfilm wurde 1997 mit zwei Preisen ausgezeichnet.

## Ausgaben
- Robert Gernhardt: Die Falle. In: ders.: Die Blusen des Böhmen. Zweitausendeins Verlag, Frankfurt am Main 1977; Neuauflage Fischer Taschenbuch Verlag, Frankfurt am Main 1997, ISBN 3-596-13228-2.
- Robert Gernhardt: Die Falle. In: Joachim S. Gumpert (Hrsg.): Frohes Fest noch! Ein Weihnachtsbuch. 1. Auflage, Eulenspiegel Verlag, Berlin 1992, ISBN 978-335-900674-9. (Anthologie ausgewählter „hintersinniger“ Weihnachtsgeschichten verschiedener Autoren.)
- Robert Gernhardt: Die Falle. Eine Weihnachtsgeschichte. Haffmans Verlag, Zürich 1993; Neuauflage, Haffmans Verlag, Zürich 2001, ISBN 3-251-30029-6.
- Robert Gernhardt: Die Falle. CD. Audio-CD, Heyne Verlag, München 2001, ISBN 978-3-45320-665-6. (Hörbuch als Audio-CD, gelesen vom Autor persönlich.)
- Robert Gernhardt: Die Falle. Cassette. Hörkassette, Heyne Verlag, München 2001, ISBN 978-3-45320-666-3. (Hörbuch als Hörkassette, gelesen vom Autor persönlich.)
- Robert Gernhardt: Die Falle. Eine Weihnachtsgeschichte. 3. Auflage (der Neuauflage), Fischer Taschenbuch Verlag, Frankfurt am Main 2003, ISBN 978-3-596-15768-6.
- R. Gernhardt: Die Falle. In: Stephan Koranyi (Hrsg.): Reclams Weihnachtsbuch. Reclam-Verlag, Ditzingen 2007, ISBN 978-3-15-010649-5. (Anthologie der laut Verlagsangaben „schönsten Weihnachtsgeschichten“.)
- Robert Gernhardt: Die Falle. In: Daniel Kampa (Hrsg.): Früher war mehr Bescherung. Hinterhältige Weihnachtsgeschichten. Diogenes Verlag, Zürich 2008, ISBN 978-3-257-23775-7.